# 亞歷克斯·費爾南德斯
亞歷杭德羅·“亞歷克斯”·費爾南德斯·伊格萊西亞斯（西班牙語：Alejandro "Álex" Fernández Iglesias；1992年10月15日—）是一位西班牙足球運動員。在場上的位置是中場。現在效力於西甲球隊卡迪斯。

## 俱樂部生涯
經雙方同意，費爾南德斯於2013年8月離開皇家馬德里。不久之後，他與皇家西班牙人體育俱樂部簽約。

## 個人生活
費爾南德斯的哥哥納喬也是一名足球運動員。作為一名後衛，效力於皇家馬德里。

## 外部連結
- Soccerway資料庫：亞歷克斯·費爾南德斯